# Jos van Splunder
Jos van Splunder  (15 april 1955 – Oost-Souburg, 25 juli 2013) was in zijn werkzame leven als ambtenaar clusterhoofd van het Scheepvaartverkeerscentrum van Rijkswaterstaat. In die rol heeft hij een belangrijke rol gespeeld als initiator van vroege ontwikkelingen in de informatie- en communicatietechnologie in de binnenvaartsector. Hij viel daarbij op door zijn ‘binnenvaarthart’, wars van protocol en bureaucratie en een scherp oog voor de balans tussen overheidsbelang, wet- en regelgeving en de belangen van het bedrijfsleven. In kleine stappen werkte hij met zijn medewerkers in dialoog met markt en branche aan standaardisatie van het elektronisch uitwisselen van informatie, ondanks dat het geen kerntaak van de overheid was. Hij zag echter in dat het voor de ontwikkeling van de binnenvaart echter cruciaal was. 
Dat begon in de jaren negentig van de vorige eeuw met een systeem van “simpel” elektronisch melden van zeeschepen in Zeeland. Later deed hij dat ook op landelijk niveau en is het uiteindelijk is SafeSeaNet geworden. Het systeem is uitgegroeid tot een Europese standaard voor de binnenvaart. Zo was hij onder andere ook voorzitter van de Expertgroup Electronic Reporting International (ERI). 
Hij was de man achter BICS, het programma voor elektronisch melden. Schepen hoeven daarmee de gegevens van elke reis, lading en/of aantal passagiers maar 1x te melden bij de overheid. Het tweerichtingsverkeer tussen overheid en schippers mocht volgens hem vooral niet ingewikkeld zijn en schippers dienden er ook iets voor terug te krijgen. Door het elektronisch uitwisselen van informatie tussen schepen en de overheid nationaal en internationaal zo eenvoudig mogelijk te maken. Hij wist dat de schepen nu eenmaal “geen secretaresse aan boord” hebben die alle informatie intypt, die een overheid graag wil ontvangen. Hij trok de eerste varende BICS gebruikers over de streep met gratis E-mail. Hij won het vertrouwen tussen informatie uitwisselende publieke en private partners door een scherpe bewaking van de privacy.
Hij was uiteindelijk langere tijd ziek en leed aan een spierziekte. 

## Telematica Award
Op 28 december 2012 ontving Jos van Splunder in het schipperscentrum aan boord van de Jos Vranken in de Nijmeegse Waalhaven de Telematica Award 2012. Voorzitter Sijko Veninga van de Stichting Bureau Telematica Binnenvaart maakte de toekenning bekend. In verband met zijn gezondheid was Jos van Splunder niet meer in de gelegenheid om de Award op dat moment persoonlijk in ontvangst te nemen. 
In het juryrapport van de award staan voor Jos van Splunder zinnen als: “Om business en overheid effectief te laten samenwerken, is een onorthodoxe, pragmatische en voortvarende aanpak nodig” en “De wereld van elektronische communicatie is grenzeloos en het is dan ook geen wonder dat Rijkswaterstaat deze visionaire medewerker internationaal inzet om te schakelen en te makelen.” Ook: “De dienstverlenende missie van Rijkswaterstaat krijgt gezicht door mensen als Jos van Splunder en zijn collega’s. Visionaire en richtinggevende ambassadeurs voor de goede zaak zoals Jos van Splunder zetten zich hierbij niet alleen ambtshalve, maar ook persoonlijk in.”